# (32286) 2000 PS24
2000 PS24 (asteroide 32286) é um asteroide da cintura principal. Possui uma excentricidade de 0.26049680 e uma inclinação de 15.50183º.
Este asteroide foi descoberto no dia 3 de agosto de 2000 por LINEAR em Socorro.